# Christine van Russel-Henar
Christine van Russel-Henar is een Surinaams onderzoeker van traditionele Surinaamse klederdracht. Ze is organisator van kotoshows en exposities, en sinds 2009 directeur van het Koto Museum.

## Biografie
Christine Henar is een dochter van Ilse Henar-Hewitt, een voorvechtster van vrouwenrechten en onderzoeker van de traditionele kledingstukken koto en angisa. Ze ging geregeld met haar moeder mee als zij voor onderzoek naar Para reisde. Zo kreeg ze de belangstelling voor de Creools-Surinaamse klederdracht vanaf haar kindertijd mee. In haar dagelijkse leven is ze eigenaar van het schoonmaakbedrijf Job Creation.
Ook zij groeide uit tot een kenner in koto's en angisa's, waar ze onderzoek naar doet en shows en exposities mee organiseert. In 2008 publiceerde ze haar boek Angisa Tori - De geheimtaal van Suriname's hoofddoeken. In november 2009 richtte ze het Koto Museum op. Het museum bevond zich aanvankelijk op haar eigen erf en verhuisde ze later naar de Prinssessestraat.
Ze bezit een uitgebreide verzameling aan kledingstukken, waarmee ze de collectie in haar museum elke drie maanden naar een nieuw thema opzet. Daarnaast leende ze een deel van haar collectie uit aan De Grote Suriname-tentoonstelling in Amsterdam (2019-2020) en cureerde ze de kototentoonstelling in het Klederdracht Museum in Amsterdam (2019-2020).
In mei 2018 werd Christine van Russel-Henar onderscheiden met de eerste NAKS.NL Award. In 2022 wordt ze door de Surinaamse NAKS geëerd met een plaats op de Iconenkalender.

## Galerij
|                                                                                      |  |  |
| Een deel van haar kotocollectie tijdens De Grote Suriname-tentoonstelling, 2019-2020 |  |  |